# Кашмирцы
Кашми́рцы (кашм. कश्मीरी / کشمیری) — народ, основное население союзной территории Джамму и Кашмир в Индии. Живут в основном в Кашмирской долине, вдоль реки Джелам; кроме того, некоторая часть кашмирцев покинула этот регион и проживает в настоящее время в Пакистане. Численность — более 4,5 миллионов человек. Говорят на кашмирском языке, в городах — на урду, хинди, панджаби. Изначально кашмирцы были индуистами и буддистами, однако сейчас 92 % кашмирцев — мусульмане, 6 % — индуисты, а оставшиеся 2 % — сикхи.
Кашмирцы ведут оседлый образ жизни. Основные занятия:
- возделывание зерновых (рис, кукуруза, пшеница)
- овощей и бахчевых (дыня, арбуз, тыква)
- выращивание фруктов (абрикосы, тутовник)
- пчеловодство и шелководство
- отгонное скотоводство (козы, овцы)
- ремёсла: изготовление тонких шерстяных тканей — кашемир, так называемых кашмирских шалей из козьего пуха, лакированных расписных изделий из дерева и папье-маше, художественная резьба по дереву и обработка металла.
- литература[4]

Незначительное число кашмирцев занято в промышленности.